# Boxted (Essex)
Boxted est un village et une paroisse civile de l'Essex, en Angleterre.